# Willem Adriaan Bonger

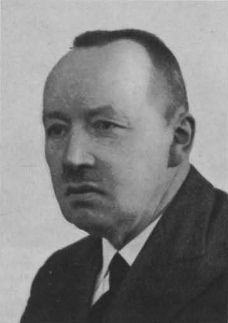
Willem Adriaan Bonger

Willem Adriaan Bonger (* 6. September 1876 in Amsterdam; † 15. Mai 1940 ebenda) war ein niederländischer Kriminologe und Soziologe. Er gilt als ein früher marxistischer Kriminologe und wurde 1922 der erste Professor für Soziologie und Kriminologie in den Niederlanden.

## Leben
Bonger stammte aus einer bürgerlichen, kulturell interessierten Familie. Sein Vater Hendrik arbeitete in Amsterdam in einer Versicherungsfirma und konnte erst ihm, dem jüngsten von zehn Kindern, ein Universitätsstudium ermöglichen. Willems älterer Bruder Andries war mit den Brüdern Theo und Vincent van Gogh sowie mit dem Maler Odilon Redon befreundet, seine Schwester Johanna mit Theo van Gogh verheiratet.
Willem Bonger besuchte das Barlaeus Gymnasium in Amsterdam und nahm 1895 ein Jurastudium an der Universität Amsterdam auf, wo er unter anderem Strafrecht bei G. A. van Hamel hörte. Er engagierte sich im Amsterdamer Studenten-Corps und schloss sich der Bruderschaft CLIO an, in der sich zu dieser Zeit viele Studenten für den Sozialismus interessierten. Nach den Parlamentswahlen 1897 trat Bonger der sozialdemokratischen SDAP bei und war besonders in der Sozialistischen Lesegesellschaft aktiv.
Bonger nahm 1900 an einem Schreibwettbewerb teil, den die Amsterdamer Universität ausgeschrieben hatte. Aufgabe war eine Analyse und Kritik der Literatur, die sich mit dem Einfluss ökonomischer Faktoren auf die Kriminalität beschäftigte. Die Goldmedaille gewann Joseph van Kan. Bonger erhielt eine ehrenvolle Erwähnung und erweiterte seinen Text zu seiner Dissertation Criminalité et conditions économiques, mit der er 1905 bei van Hamel promovierte. Er trat anschließend als Prokurist in die Versicherungsfirma Brak en Mees ein, in der auch sein Vater arbeitete. Zugleich setzte er aber seine Universitätsstudien fort, unter anderem bei dem Ethnologen und Soziografen S. R. Steinmetz. Außerdem veröffentlichte er in verschiedenen Zeitschriften wie De Kroniek, Tijdschrift voor Strafrecht, Die Neue Zeit, Het Volk und De Nieuwe Tijd.
1916 wurde Bonger Redakteur der Zeitschrift De Socialistische Gids, eine Stellung, die er bis 1938 innehatte. Er vertrat einen reformistischen Intellektualismus und betrieb einen parlamentaristischen Kurs der Sozialdemokratie, der von vorsichtiger Annäherung an die bürgerlichen Parteien gekennzeichnet war. Gemeinsam mit Emanuel Boekman und Jan Goudriaan wirkte Bonger maßgeblich an der Neuorientierung der SDAP mit, die pazifistische Positionen aufgab. In seinem Buch Problemen der demokratie. Een sociologische en psychologische studie (1934) warnte er vor autokratischen Tendenzen und brachte seine Überzeugung zum Ausdruck, dass die Demokratie auch mit Waffen zu verteidigen sei.
1922 wurde Bonger zum Professor für Soziologie und Kriminologie an der Universität Amsterdam berufen. 1936 gehörte er zu den Gründern der Nederlandse Sociologische Vereniging und amtierte bis 1940 als ihr Präsident.
Bonger gehörte dem Comité van waakzaamheid an, das sich gegen den Nationalsozialismus engagierte. Nach der deutschen Invasion der Niederlande am 10. Mai 1940 sah Bonger für sich keine Zukunft mehr. Eine Flucht hielt er für rückgratlos; eine Rolle im niederländischen Widerstand traute er sich angesichts seines fortgeschrittenen Alters nicht zu. Am Tag nach der niederländischen Kapitulation nahm er sich gemeinsam mit seiner Frau das Leben.

## Werk

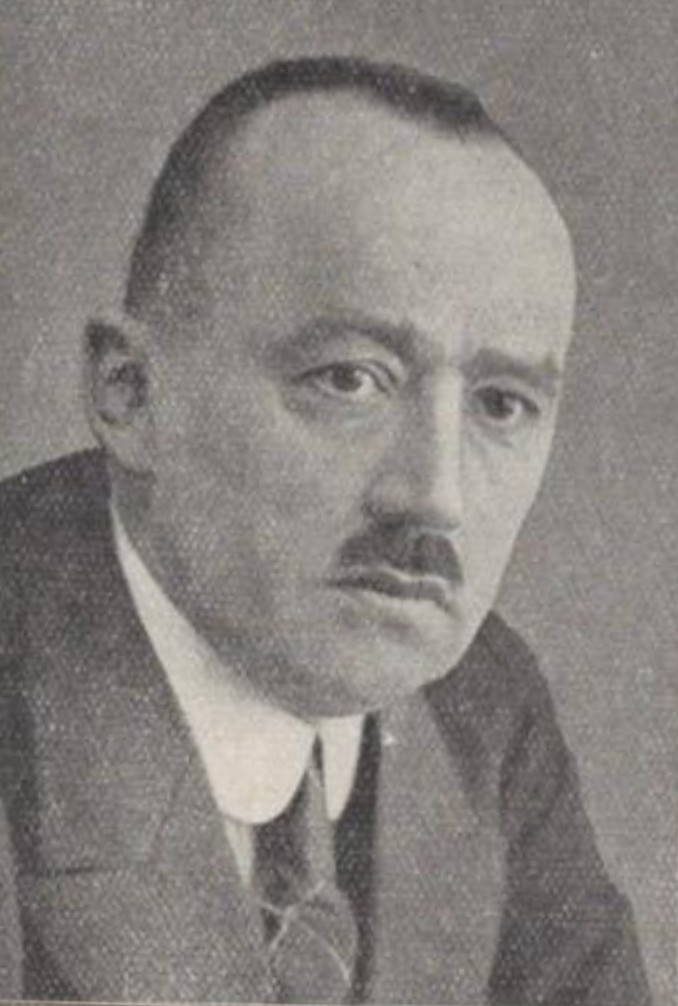
W.A. Bonger

Mit seiner Dissertation, die 1916 auch ins Englische übertragen wurde, profilierte sich Bonger als einer der ersten marxistischen Kriminologen. In seiner von Friedrich Engels und Karl Kautsky beeinflussten Rezeption von Karl Marx betonte Bonger die ungleiche Machtverteilung zwischen Geschlechtern und Klassen in der kapitalistischen Gesellschaft. Die Klassifizierung bestimmter Verhaltensweisen als kriminell hänge nicht von deren moralischem Charakter ab, sondern von deren Verhältnis zur herrschenden sozialökonomischen Ordnung. In Anlehnung an Kautskys Konzept des Altruismus sah Bonger im Kapitalismus eine Stärkung des Egoismus, welche die Moralität der Menschen schwäche und bestimmte Formen der Kriminalität fördere, insbesondere unter den sozial Schwachen.
In weiteren Arbeiten beschäftigte sich Bonger mit dem Einfluss der Religion auf die Kriminalität und mit dem Zusammenhang von Rasse und Kriminalität. 1913 legte er die Schrift Geloof en misdaad vor, in der er sich kritisch mit der Behauptung auseinandersetzte, Säkularisierung würde zu mehr Verbrechen führen. Er setzte sich außerdem für die Dekriminalisierung von Abtreibungen und Homosexualität ein. Er hatte bereits die Kriminalanthropologie Cesare Lombrosos scharf kritisiert und befasste sich später auch kritisch mit der Rassentheorie des Nationalsozialismus.  1935 wandte er sich scharf gegen Tendenzen, Elemente des nationalsozialistischen Strafrechts in den Niederlanden zu adaptieren. 1939 veröffentlichte er Ras en misdaad (Rasse und Verbrechen), in welchem er die statistisch erhöhte Kriminalität der Schwarzen mit Umwelteinflüssen erklärte.

## Schriften
- Criminalité et conditions économiques. G.P. Tierie, Amsterdam 1905.
  - englisch übers. von  Henry P. Horton: Criminality and economic conditions. Little, Brown, and Company, Boston 1916.
- Marxisme en revisionisme. Eenige psychologische en sociologische opmerkingen., Amsterdam 1910.
- Geloof en misdaad. Een criminologische studie. Brill, Leiden 1913.
- De Oorlog en de schuldvraag. 'Ontwikkeling', Amsterdam 1917.
- Evolutie en revolutie. "Ontwikkeling", Amsterdam 1919.
- Geen illusionisme maar realisme., Amsterdam 1919.
- Over de evolutie der moraliteit. Rede uitgesproken bij de aanvaarding van het hoogleeraarsambt aan de Gemeentelijke Universiteit te Amsterdam op 12 Juni 1922. N.V. Boekhandel en Uitgevers-Maatschappij, Amsterdam 1922?
- Vermogen en inkomen in Nederland gedurende den oorlogstijd (1913-1920). Ontwikkeling, Amsterdam 1923.
- De onvolwaardige arbeidskrachten in haar sociologische betekenis., Amsterdam 1928.
- De oorlog als sociologisch verschijnsel. De Arbeiderspers, Amsterdam 1930.
- Inleiding Tot de Criminologie. De Erven F. Bohn, Haarlem 1932.
- Technische gebreken van de democratie., Amsterdam 1933.
- Problemen der demokratie. Een sociologische en psychologische studie. Noordhoff, Groningen [etc.] 1934.
- Ras en misdaad. Tjeenk Willink & zoon, Haarlem 1939.
- Verspreide geschriften. De Arbeiderspers, Amsterdam 1950.
- mit Johan Winkler und Joris in 't Veld: "Lessen uit de oorlogscrisis van September 1938". Arbeiderspers, Amsterdam 1938.